# Gustavo Mencia
Gustavo Ramón Mencia Davalos (n. Alto Paraná, Paraguay; 5 de julio de 1988) es un futbolista paraguayo. Juega de defensor central o lateral izquierdo. Actualmente milita en Rubio Ñu de la Segunda División de Paraguay.

## Trayectoria
Luego de pasar por Olimpia, su contrato no fue renovado. Firmó por Universidad de Concepción, luego de tener un gran año, logrando clasificar a la Copa Libertadores 2018. Fue nombrado a diversos premios como mejor central y despertó el interés de Fluminense. Jugó la Copa Libertadores 2018, enfrentándose a Vasco da Gama.

## Selección nacional
Ha sido internacional con la selección de fútbol de Paraguay 3  veces  su debut se produjo el 4 de noviembre de 2009 en la derrota 2-1 frente a la Selección de Fútbol de Chile
Su última nominación fue el 7 de septiembre de 2014 en el empate 0-0 frente a la Selección de Fútbol de Emiratos Árabes Unidos.

## Clubes
| Club                      | País     | Año       |
| ------------------------- | -------- | --------- |
| 3 de Febrero              | Paraguay | 2006-2007 |
| Sportivo Luqueño          | Paraguay | 2008-2009 |
| Libertad                  | Paraguay | 2010-2015 |
| Olimpia                   | Paraguay | 2016      |
| Universidad de Concepción | Chile    | 2017-2019 |
| Deportes Antofagasta      | Chile    | 2020-2021 |
| Sol de América            | Paraguay | 2021-2022 |
| CS Trinidense             | Paraguay | 2023      |
| Rubio Ñu                  | Paraguay | 2024-Act. |

## Palmarés
| Título           | Club     | País     | Año    |
| ---------------- | -------- | -------- | ------ |
| Primera División | Libertad | Paraguay | 2010-C |
| Primera División | Libertad | Paraguay | 2012-C |
| Primera División | Libertad | Paraguay | 2014-C |